# Gare de Châteaudun
Gare de Châteaudun vasútállomás Franciaországban, Châteaudun településen.

## Vasútvonalak
Az állomást az alábbi vasútvonalak érintik:
- Párizs-Tours-vasútvonal
- Courtalain-Saint-Pellerin - Patay

## Kapcsolódó állomások
A vasútállomáshoz az alábbi állomások vannak a legközelebb:
- Gare de Cloyes (Gare de La Membrolle-sur-Choisille, Párizs-Tours-vasútvonal)
- Gare de Bonneval (Gare de Brétigny, Párizs-Tours-vasútvonal)